# NGC 3192
NGC 3192 је спирална галаксија у сазвежђу Велики медвед која се налази на NGC листи објеката дубоког неба.
Деклинација објекта је + 46° 27' 18" а ректасцензија 10h 19m 5,1s. Привидна величина (магнитуда) објекта NGC 3192 износи 13,2 а фотографска магнитуда 14,0. NGC 3192 је још познат и под ознакама NGC 3191, UGC 5565, MCG 8-19-18, IRAS 10160+4642, KUG 1016+467, CGCG 240-26, PGC 30136.